# Archilochus
Genre
Le genre Archilochus comprend deux espèces de colibris (famille des Trochilidae) de la sous-famille des trochilinae et de la tribu des Mellisugini.

## Taxonomie
Ce nouveau genre, Archilochus, attribué par le zoologiste allemand Reichenbach en 1854, à l'occasion de l'étude d'un spécimen de colibri à gorge noire, porte le nom du poète grec de l'antiquité Archilochus.

## Liste des espèces
D'après la classification de référence (version 2.2, 2009) du Congrès ornithologique international (ordre phylogénique) :
- Colibri à gorge rubis — Archilochus colubris (Linnaeus, 1758)
- Colibri à gorge noire — Archilochus alexandri (Bourcier et Mulsant, 1846)